# Истаксокитлан (муниципалитет)
Истаксокитлан (исп. Ixtaczoquitlán) — муниципалитет в Мексике, штат Веракрус, расположен в Горном регионе. Административный центр — город Истаксокитлан.

## Состав
В состав муниципалитета входит 60 населённых пунктов.